# 郑绍峰
郑绍峰（1970年3月—），贵州兴义人，中华人民共和国政治人物。

## 生平
1970年3月，郑绍峰出生在贵州省兴义县（今兴义市）。
1991年8月，郑绍峰成为贵州省龙里县农业局工作，期间于1996年7月加入中国共产党。2001年2月，郑绍峰成为龙里县巴江乡党委副书记，同年12月调任水场乡党委副书记，次年1月兼任乡长，2003年12月升任党委书记。2006年7月，郑绍峰调任龙里县招商引资局局长。2010年4月，郑绍峰转任龙里县人民政府党组成员、县发展改革局党组书记、局长，2013年3月兼任龙城市经济带投资开发有限公司副董事长。2013年9月再任职。
2014年9月，郑绍峰调任黔南布依族苗族自治州发展和改革委员会党组成员，次月升任副主任。
2015年4月，郑绍峰出任中共福泉市委常委、市政府常务副市长、市行政学校校长。
2016年10月，郑绍峰调任黔南布依族苗族自治州发展和改革委员会党组副书记、副主任，次年9月升任党组书记、主任。
2021年，郑绍峰中共惠水县委书记。。
2024年2月，郑绍峰成为黔南布依族苗族自治州第十五届人民代表大会常务委员会副主任。

### 落马
2024年11月15日，郑绍峰涉嫌严重违纪违法接受贵州省纪委监委纪律审查和监察调查。